# Rodolfo & ET (álbum)
Rodolfo & ET é um álbum da dupla humorística ET & Rodolfo em 1998. Segundo a ABPD esse álbum vendeu mais 100 mil CDs no Brasil, assim recebeu uma certificação de Disco de Ouro.

## Faixas
1. Top Top (Rick Bonadio/Marcos Possato) - 2:50
2. A Dança do ET (Rick Bonadio) - 2:29
3. Ta Na Hora de Acordar o Povo (Rick Bonadio/Alex Gill (Ex - Alex Conti)  ) - 3:18
4. É Duro Ser ET! (Rick Bonadio) - 3:21
5. Panela de Pressão (Antoninho Lopes) - 2:37
6. Blues Extraterrestre (Rick Bonadio) - 3:03
7. Meu Bichinho Virtual (Rick Bonadio/Sérgio Gil) - 3:01
8. Marylou (Edgard Scandurra/Maurício/Roger Rocha Moreira) - 3:24
9. Etéia Mocréia (Rick Bonadio/Alex Gill (Ex - Alex Conti) ) - 2:27
10. Vâmo ET! (Rick Bonadio/Sérgio Gil) - 2:57
11. Não Diga Palavrão (Rick Bonadio/Alex Gill (Ex - Alex Conti) ) - 1:59
12. Soltar Faz Bem (Rick Bonadio/Sérgio Gil) - 3:15

## Vendas e certificações
| País          | Certificação | Vendas   |
| ------------- | ------------ | -------- |
| Brasil - ABPD | Ouro         | 100,000+ |